# Santo Tomás (metro de Panamá)
Santo Tomás es una estación de la Línea 1 del Metro de Panamá, ubicada en la ciudad de Panamá, entre la estación de Lotería y la estación de Iglesia del Carmen. Fue inaugurada el 5 de abril de 2014 y sirve al corregimiento de Calidonia. La estación provee acceso al Hospital Santo Tomás y a la Cinta Costera.
En su primer año de operaciones, la estación de Santo Tomás es la décima más usada en la red, recibiendo al 8% de los pasajeros en hora pico.
La estación Santo Tomás esta planificada para ser la terminal oeste de la futura Línea 5, que atravesaría Bella Vista, el área bancaria de Panamá (Calle 50, San Francisco y Parque Lefevre), Costa del Este, Santa María y la Ciudad Deportiva Irving Saladino, finalizando su recorrido en El Crisol, conectando con la Línea 2. Actualmente esta línea se encuentra en estudios preliminares.